# Antiguo Oriente
Antiguo Oriente (in italiano: Antico oriente) è una rivista scientifica annuale pubblicata dal Centro de estudios de historia del antiguo Oriente (CEHAO) (Pontificia università cattolica argentina di Buenos Aires). Esso copre la storia delle società del Vicino Oriente antico e del Mediterraneo orientale dal Paleolitico fino al periodo greco-romano.
Antiguo Oriente pubblica articoli e recensioni di libri in spagnolo, inglese e francese.
È pubblicata e distribuita dalla casa editrice specializzata Archaeopress con sede a Oxford, nel Regno Unito.